# Johan Ernst Gunnerus
Johan Ernst Gunnerus, född 26 februari 1718 i Kristiania (nuvarande Oslo), död 25 september 1773 i Kristiansund, var en norsk biskop och vetenskapsman. Auktorsnamnet Gunn. kan användas för Johan Ernst Gunnerus i samband med ett vetenskapligt namn inom botaniken; se Wikipediaartiklar som länkar till auktorsnamnet.
Gunnerus blev student vid Köpenhamns universitet 1737, men måste därefter i tre års tid på grund av fattigdom uppehålla sig i Kristiania, sysselsatt med studier och information, innan han kunde återupptaga sina universitetsstudier, från 1740 vid Köpenhamns universitet, från 1742 vid Friedrichs-Universität i Halle och från 1744 vid Jena universitet, där han 1745 erhöll magistergraden och 1753 upptogs som medlem av den filosofiska fakulteten. Han utgav där ett stort antal skrifter, bland vilka i synnerhet märks ett verk över natur- och folkrätten i åtta band. 
År 1754 återkallades han till Danmark samt utnämndes till professor och kyrkoherde vid Herlufsholm. 1758 blev han biskop i Trondhjem, och där utvecklade sig genom hans tillskyndan inom kort ett rikt vetenskapligt liv. I förening med de lärde historieforskarna Gerhard Schöning och Peter Frederik Suhm grundade Gunnerus Videnskabernes selskab, vilket under hans ledning vann stort anseende. 

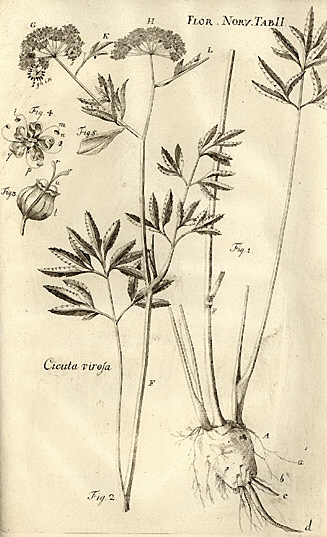
Plansch av sprängört (cicuta virosa) från biskop Gunnerus' Flora Norvegica som kom ut i två band (1766 och 1772).

I detta sällskaps skrifter gav han flera bevis på sin mångsidiga lärdom och sin outtröttliga flit. Från början studerade han huvudsakligen teologi, filosofi och språkvetenskap, men ägnade sig sedermera främst åt zoologin och botaniken samt fick ett berömt namn som naturforskare. (Växtsläktet Gunnera är av Linné uppkallat efter honom.) Vid sidan därav verkade han oförtrutet i sitt ämbete som visitator och sökte med framgång att värva vetenskapsidkare bland sitt stifts prästerskap. 
Hans teologiska ståndpunkt var ortodoxt luthersk; hans predikningar utmärkte sig för klarhet, allvar och värme. År 1771 uppdrog Struensee åt Gunnerus att utarbeta förslag till ombildning av Köpenhamns universitet. Då denne med anledning därav uppehöll sig i Köpenhamn, arbetade han för upprättande av ett norskt universitet; men alla hans planer och förhoppningar kullkastades genom palatsrevolutionen i januari 1772. Han vände då tillbaka till sitt stift.